# Bolo Yeung

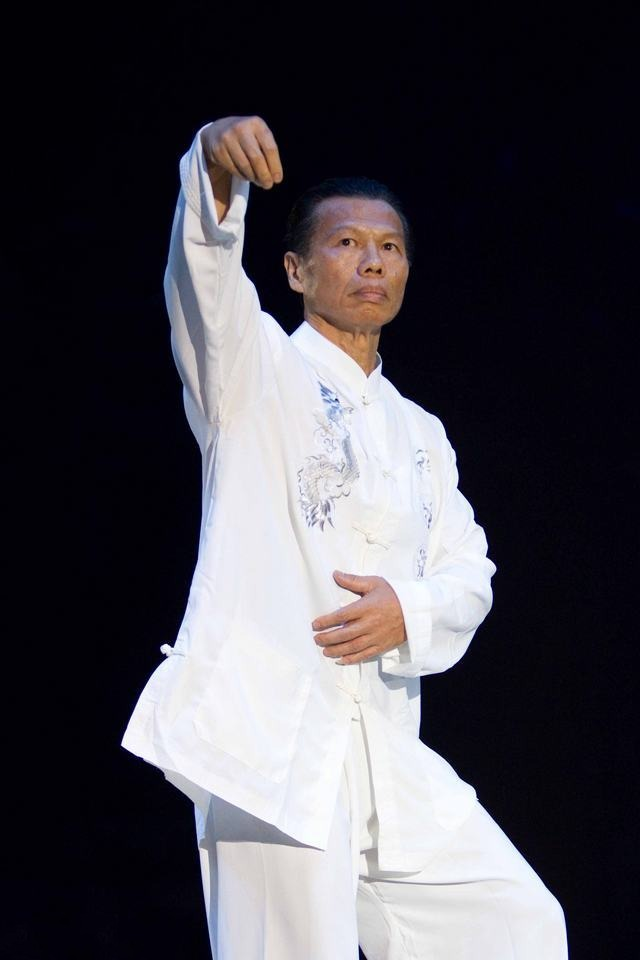
Bolo Yeung – Taijiquan in Budo-Gala, Basel 2010

Yang Sze (chinesisch 楊斯 / 杨斯, Pinyin Yáng Sī, W.-G. Yang Sze, Jyutping Joeng4 Si1, kantonesisch Yeung Sze, * 3. Juli 1946 in Guangzhou), besser bekannt als Bolo Yeung, ist ein chinesischer Schauspieler und ehemaliger Bodybuilder. Hauptsächlich verkörperte er Bösewichte in über 110 Kampfkunst- und Actionfilmen.
Neben mehreren Auftritten in sogenannten B-Movies spielt er mit Bruce Lee in Der Mann mit der Todeskralle (Enter the Dragon) sowie in dem US-amerikanischen Kampfkunstfilm Bloodsport als Antagonist von Jean-Claude Van Damme.

## Leben
Seine sportliche Karriere startete Yeung in Guangzhou, einer Millionenstadt im Süden der Volksrepublik China, wo er unter vielen Kung-Fu- und Akrobatik-Meistern trainierte. Außerdem übte Yeung sich im Gewichtheben, wo er den Meistertitel im Kraftdreikampf (powerlifting) gewann. Viele glaubten damals, er sei ein Meister des Shōtōkan-Karate, was aber nicht stimmte, da er diese Sportart nie trainiert hat.
Yeung traf Bruce Lee während der Dreharbeiten für einen Werbespot der Zigarettenmarke Winston. Es entstand eine Freundschaft zwischen den beiden, und Lee lud ihn ein, die Rolle des Bösewichts Bolo in Enter the Dragon zu übernehmen; seitdem assoziiert man den Namen „Bolo“ mit ihm. In den 1970er Jahren spielte er in zahlreichen Kung-Fu-Filmen mit, aber seinen ersten erfolgreichen Hollywood-Auftritt erreichte er durch die Rolle als Chong Li als Gegenspieler von Jean-Claude Van Damme in Bloodsport.
Yeung ist Vater dreier Kinder (David, Danny und Debbra).
Er betreibt täglich Krafttraining und Taijiquan, eine von ihm bevorzugte chinesische Kampfkunst.
Er ist Vorsitzender der Hong Kong Gym Business Association und Team-Manager der Taipei International Body Building Squad.
Heute lebt Yeung im US-amerikanischen Monterey Park.

## Filmografie (Auswahl)
- 1970: The Wandering Swordsman
- 1971: The Lady Professional
- 1972: The Deadly Duo
- 1972: Man of Iron
- 1973: Gazakko – Seine Fäuste trommeln das Todeslied (Chinese Hercules)
- 1973: Der Mann mit der Todeskralle (Enter the Dragon)
- 1973: Zhao – Der Unbesiegbare (Five Fingers of Death)
- 1973: Greatest Thai Boxing
- 1973: Der gelbe Teufel mit dem Superschlag (Thunderkick)
- 1974: Fight! Dragon (Fernsehserie)
- 1974: Der Henker der Shaolin (Super Kung Fu Kid)
- 1974: Die Eroberer (All Men Are Brothers)
- 1975: G-Men ’75 (Fernsehserie)
- 1976: Todeskommando Queensway (International Assassin)
- 1977: 10 Magnificent Killers
- 1977: Bolo
- 1977: In der Höhle des schwarzen Panthers (Soul of Bruce Lee)
- 1978: Amsterdam Connection
- 1978: Image of Bruce Lee
- 1978: Bruce Lee – Seine tödliche Rache (Bruce Le’s Greatest Revenge)
- 1979: Todesgrüße von Bruce Lee (Dragon, the Hero)
- 1979: Enter Three Dragons
- 1979: Kung Fu’s Hero
- 1979: Super Hero
- 1979: Writing Kung Fu
- 1980: The Fists, the Kicks and the Evil
- 1980: Bruce Lee – Seine Erben nehmen Rache (The Clones of Bruce Lee)
- 1980: Fearless Hyena 3 (Fearless Master)
- 1980: Invincible
- 1980: Bruce Lee – Das Spiel des Todes (Enter the Game of Death)
- 1980: Challenge of the Tiger
- 1982: Kung Fu Massacre
- 1983: The Boxer’s Omen
- 1985: Tokyo Powerman (My Lucky Stars)
- 1986: Millionaires Express
- 1986: Lucky Stars go Places
- 1986: Born Hero (Legacy of Rage)
- 1988: Bloodsport
- 1989: Final Fight
- 1991: Breathing Fire
- 1991: Geballte Ladung – Double Impact (Double Impact)
- 1992: Ironheart
- 1992: Shootfighter
- 1992: Tigerkralle (Tiger Claws)
- 1993: TC 2000
- 1993: The Life of Bruce Lee
- 1995: Shootfighter 2
- 1996: Fist of Legend 2: Iron Bodyguards
- 1996: Tigerkralle 2 (Tiger Claws 2)
- 1997: Chinese Goliath
- 1997: Chinese Samson
- 2007: Blizhniy Boy: The Ultimate Fighter
- 2015: Diamond Cartel

## Sonstiges
- Er wurde noch vor seinem Auftritt in Enter the Dragon berühmt, als er im Bodybuilding 1967 den Titel Mr. Hongkong gewann.